# Scion

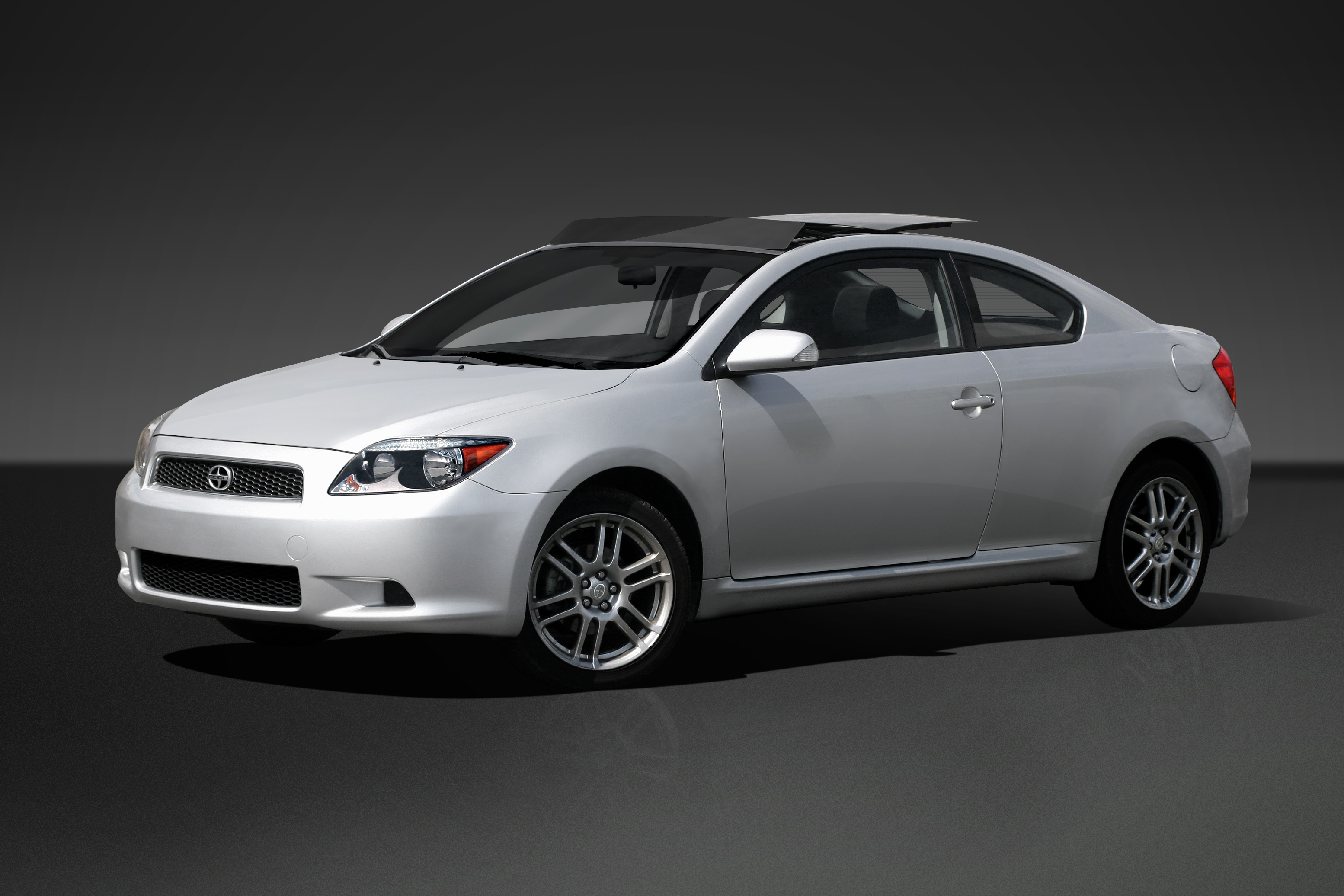
Scion tC

Scion är ett bilmärke som produceras av Toyota. Det lanserades 2002 och marknadsförs för närvarande bara i Nordamerika. De första modellerna, halvkombin xA och crossovern xB, började säljas i Kalifornien 2003. Den följdes av sportkupén tC 2004, då Scion började säljas i hela USA. Den kantiga xB är modellen som starkast förknippas med märket. En efterträdare till xA, xD, (en omdöpt Toyota Urban Cruiser) lanserades 2008. 2010 lanserades märket även i Kanada. 2010 kommer Toyota iQ att börja säljas på den nordamerikanska marknaden som Scion iQ. 